# 33rd Street Records
33rd Street Records is een onafhankelijk platenlabel uit Greenbrae, Californië. Het bedrijf legt de laatste hand aan de albums door de (geluids)mix af te werken naar een constante totaalklank (mastering) en ook ontwerpt het de cd-hoezen. Het platenlabel heeft ook de auteursrechtelijke toestemming voor artiesten op hun huidige werkschema, maar niet voor sommige artiesten

## Werkschema
- Peter Frampton
- Eagles
- Gregg Rolie
- Goldie Loc
- Pete Sears
- Tuck & Patti
- Anthony Gomes
- Sammy Hagar
- Lee Rocker
- En Vogue
- The Push Stars